# 中込卓也
中込 卓也（なかごめ たくや）は、日本のテレビドラマプロデューサー。
NTV映像センター（現　日テレアックスオン）で演出家・石橋冠に師事。2001年からテレビ朝日コンテンツ編成局ストーリー制作部所属。
エランドール賞プロデューサー賞　2004年
第6回 大山勝美賞

## 主な担当作品
NTV映像センター時代
- 池中玄太83キロさよならスペシャル（1992年／日本テレビ）
- 遠山金四郎美容室（1994年／日本テレビ）
- 今夜は営業中（1999年／日本テレビ）
- 玩具の神様（2000年／ＮＨＫ）
- ストレートニュース（2000年／日本テレビ）

テレビ朝日
- 流転の王妃・最後の皇弟（2003年）
- 菊次郎とさき第2・3シリーズ（2005年・2007年）
- 雨と夢のあとに（2005年）
- 愛と死をみつめて（2006年）
- 家族～妻の不在・夫の存在（2006年）
- 未来講師めぐる（2008年）
- ハガネの女シリーズ(2010年・2011年)
- 悪党（2011年）
- 11人もいる!（2011年）
- ボーイズ・オン・ザ・ラン（2012年）
- ダブルス(2013年)
- クロハ（2015年）
- やすらぎの郷（2017年）[2][3][4]
- やすらぎの刻～道（2019年）[5]
- モコミ（2021年）
- エアガール（2021年）
- 愛しい嘘（2022年）
- 津田梅子（2022年）
- 6秒間の軌跡〜花火師・望月星太郎の憂鬱（2023年）
- 友情〜平尾誠二と山中伸弥「最後の一年」〜（2023年）
- ゆりあ先生の赤い糸（2023年）
- 6秒間の軌跡～花火師・望月星太郎の2番目の憂鬱（2024年）
- 終りに見た街（2024年）
- PJ 〜航空救難団〜（2025年）

## 受賞
- 『入道雲は白　夏の空は青』1999年　ATP賞ドラマ部門最優秀作品賞
- 『流転の王妃・最後の皇弟』2003年　エランドール・プロデューサー賞
- 『やすらぎの刻～道』2020年　大山勝美賞